# Paronychia bryoides
Paronychia bryoides är en nejlikväxtart som beskrevs av Ferdinand von Hochstetter och Achille Richard. Paronychia bryoides ingår i släktet prasselörter, och familjen nejlikväxter. Inga underarter finns listade i Catalogue of Life.